# Mohamed Amsif
Mohamed Amsif (tiếng Ả Rập: محمد أمسيف) (sinh ngày 7 tháng 2 năm 1989) là một thủ môn bóng đá người Maroc gốc Đức thi đấu cho câu lạc bộ tại Botola Fath Union Sport. Anh đại diện Maroc tại Thế vận hội Mùa hè 2012, đá cả ba trận cho Maroc.